# Francis Narh
Francis Narh (* 18. dubna 1994, Akkra) je ghanský fotbalový útočník a mládežnický reprezentant, v současnosti hráč klubu FC Dinamo Samarkand.

## Klubová kariéra
V Ghaně hrál za klub Tema Youth, v roce 2013 přestoupil do tuniského týmu Club Africain. V únoru 2014 jej testoval klub FC Baník Ostrava, se kterým byl na soustředění v Turecku. Do Baníku nakonec přestoupil. V Gambrinus lize debutoval v dresu Baníku 22. března 2014 proti AC Sparta Praha (1:1). Své první góly v české nejvyšší lize vstřelil 31. května 2014 v posledním ligovém kole proti SK Slavia Praha, dvěma brankami rozhodl o výhře Baníku 2:0 a Slavii tak málem odsoudil k sestupu. Sezonu 2013/14 tak zakončil s bilancí 8 zápasů a 2 vstřelené góly.
Ve třetím kole Synot ligy 2015/16 8. srpna 2015 vstřelil úvodní dva góly utkání proti FK Mladá Boleslav, zápas skončil remízou 2:2.
V lednu 2016 opustil Baník a přestoupil do bulharského klubu Levski Sofia, kde podepsal smlouvu na 3 roky.
V současné době (od července 2019) hraje ve Slavii Mozyr.

## Reprezentační kariéra
Narh je bývalým mládežnickým reprezentantem Ghany do 20 let. V roce 2013 se zúčastnil Mistrovství světa hráčů do 20 let v Turecku, kde Ghana obsadila třetí místo a získala bronzové medaile (v souboji o 3. místo porazila Irák 3:0).